# アンヌ・ド・リュジニャン
アンヌ・ド・リュジニャン（Anne de Lusignan, 1418年9月24日 - 1462年11月11日）は、キプロス王国の王女で、サヴォイア公ルドヴィーコの妻。
イタリア語名はアンナ・ディ・チプロ（Anna di Cipro）。

## 生涯
キプロス王ジャニュとその妻でラ・マルシュ伯ジャン1世の娘であるシャルロット・ド・ブルボンの間の長女として生まれた。1432年1月1日にサヴォイア公アメデーオ8世の長男ルドヴィーコと婚約、1434年2月12日にシャンベリにおいて結婚した。夫は1440年に公爵家の家督を継いだ。公爵夫妻は非常に仲が良く、間には19人もの子女が生まれ、うち14人が成育している。
夫のルドヴィーコは公爵領の統治よりも詩作を好む文人肌の人で、国事を徐々に妻に任せるようになっていった。アンヌは故郷を懐かしみ、キプロス島の大領主たちを招いて謁見するのを好んだ。アンヌは招待客たちを楽しませるために城を飾り立て、祝宴を催し、豪華な贈物を用意した。こうした贅沢は、特にヴォー地方の領主層や農民たちの反発を買った。
アンヌはフランス王家に対する負債を減らすため、三女カルロッタを1451年にフランス王太子ルイ（後のルイ11世）に嫁がせた。もっとも、ルイ11世は後に花嫁持参金の滞納を理由に、サヴォイア家領のブレスの幾つかの城、ヴォー州の数都市を占拠した。1452年、アンヌはヴァランボン城の所有権と引き換えに、ジャンヌ・ド・シャルニー（Jeanne de Charny）から聖骸布を買い取った。

## 子女
- アメデーオ9世（1435年 - 1472年） - サヴォイア公、福者
- マリーア（1437年）
- ルドヴィーコ（1436年 - 1482年） - ジュネーヴ伯、キプロス王
- フィリッポ2世（1438年 - 1497年） - ブレス伯、サヴォイア公
- ジョヴァンニ（1438年 - 1491年） - ジュネーヴ伯
- マルゲリータ（1439年 - 1483年） - 1458年にモンフェッラート侯ジョヴァンニ4世と結婚、1466年にサン＝ポル伯ピエール2世と再婚
- ピエトロ（1440年 - 1458年） - ジュネーヴ司教、タランテーズ大司教
- ジャーノ（1441年 - 1491年） - フォシニー伯、ニース総督
- カルロッタ（1441年 - 1483年） - 1451年、フランス王ルイ11世と結婚
- アイモーネ（1442年 - 1443年）
- ジャック（1445年）
- アニェーゼ（1445年 - 1508年） - 1466年、ロングヴィル伯フランソワ1世と結婚
- ジョヴァンニ・ルイージ（1447年 - 1482年） - ジュネーヴ司教、タランテーズ大司教
- マリーア（1448年 - 1475年）
- ボナ（1449年 - 1503年） - 1468年、ミラノ公ガレアッツォ・マリーア・スフォルツァと結婚
- ジャコモ（1450年 - 1486年） - ローモン伯、ヴォー領主
- アンナ（1452年）
- フランチェスコ（1454年 - 1490年） - オーシュ大司教、ジュネーヴ司教
- ジョヴァンナ（生没年不明、夭折）

## 引用
1. ↑  Charles Cawley, Medieval Lands, Savoy. Retrieved 14 March 2011